# 盜壘

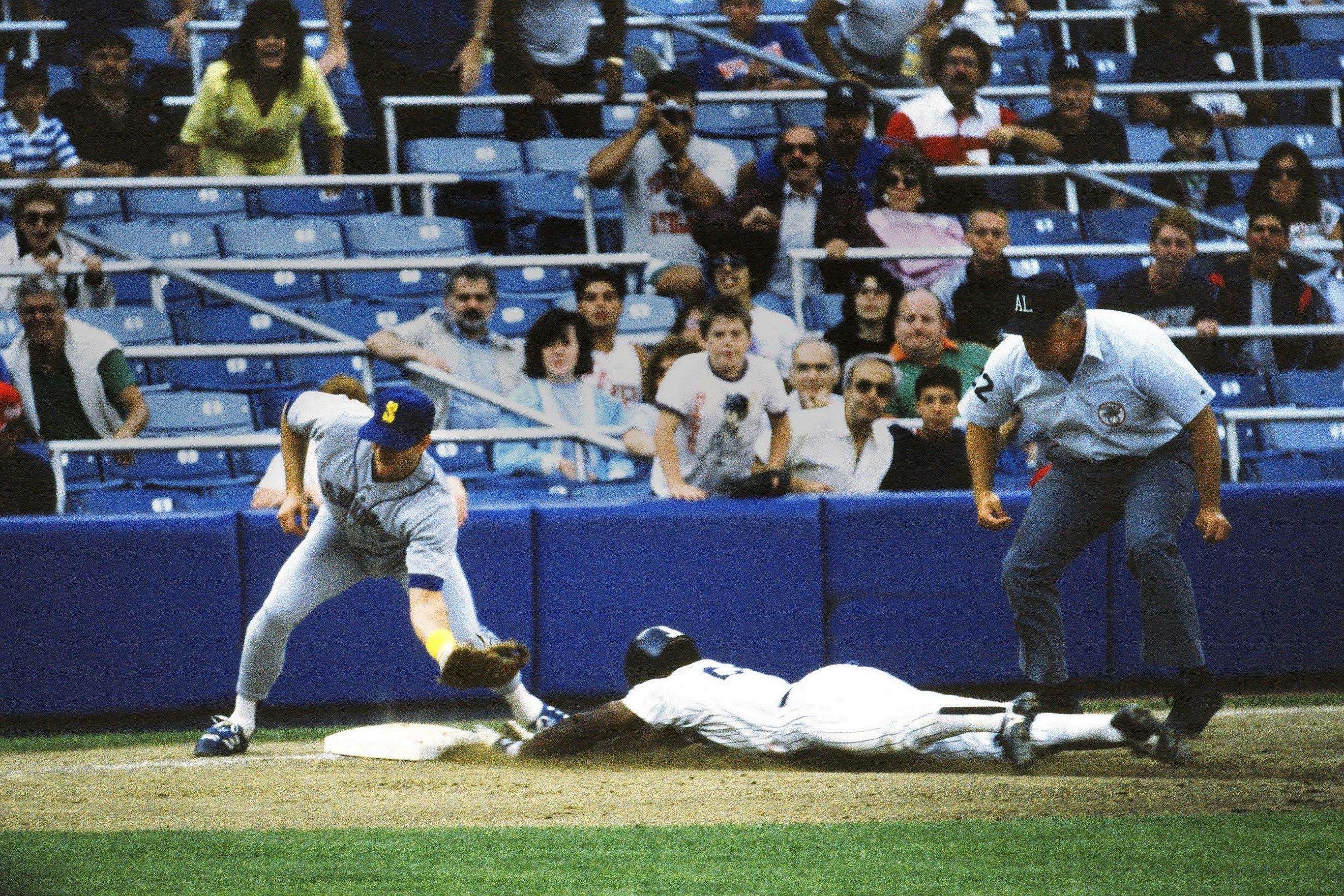
MLB盗垒王瑞奇·韓德森，1985年的一次成功盗垒.

在棒球中，盗垒指跑垒员在投手投球时提前离开原垒包成功占领前方垒包的行為，在统计中盗垒通常被计为SB（Stolen Base）。如果投手或捕手成功的通过传球将跑垒员阻杀，则称作盗垒失败（caught stealing，CS）。成功的盗垒不仅要依靠腳程快，还需要跑垒员对场上形势作出正确判断。

## 背景
在19世纪时，只有跑者一次跑过不止一个垒包才被记作一次盗垒。例如从一垒成功上到三垒。苏格兰人胡格·尼克（Hugh Nicol）曾創下單季138次盜壘成功（按照当时的规则）。现代的盗垒定义从1898年开始实行。如果捕手无意使盗垒者出局，则不记盗垒，視為防守方的故意忽略（defensive indifference）。
盜壘是一種積極突破，但也須承擔一定風險的進攻戰略。通常在比分接近時使用，以達突襲、搶攻之效。相對的，若球隊已經在比賽中大幅領先時，傳統上認為不應再執行諸如盜壘、短打等積極搶分的戰術，以免產生落井下石、勝之不武的不佳觀感，為球界的一種不成文規定。至於領先多少分叫做「大幅領先」，並沒有明確定義。但如果是有提前結束比賽（Called Game）制度的盃賽，球隊在大幅領先之後多仍會為了達到提前結束的門檻而下戰術，此時較無不成文規定之爭議。

## 纪录保持者

### 美國職業棒球大聯盟
瑞奇·韓德森（Rickey Henderson）在大聯盟史上有1406次盜壘成功，保持着最高盗垒次数的纪录。第二名则是盧·布羅克，有938次盜壘成功，落后468次。瑞奇·韓德森同時保持著單季最高盜壘紀錄，他在1982年有130次盜壘成功的紀錄。
在1983年赛季结束后，瑞奇·韓德森成为第一个在MLB连续2年盗垒100次以上的选手，而4年之后，温斯·科尔曼（Vince Coleman）更是完成了连续3赛季盗垒100次以上的奇蹟。

### 中華職業棒球大聯盟
- 統計至2024年球季結束為止[1]
- 盜壘率=成功次數/盜壘次數

| 排名 | 球員   | 盜壘成功 | 盜壘率 | 球隊                                | 備註                                 |
| ---- | ------ | -------- | ------ | ----------------------------------- | ------------------------------------ |
| 1    | 黃甘霖 | 295      | 0.747  | 統一獅                              | 盜壘王五連霸                         |
| 2    | 林易增 | 290      | 0.689  | 味全龍→兄弟象                       | 盜壘王五連霸                         |
| 3    | 王勝偉 | 241      | 0.725  | 兄弟象→中信兄弟→富邦悍將            |                                      |
| 4    | 彭政閔 | 231      | 0.708  | 兄弟象→中信兄弟                     | 首位中職達成2000安+100轟+200盜的球員 |
| 5    | 陳晨威 | 172      | 0.761  | Lamigo桃猿→樂天桃猿                 |                                      |
| 6    | 楊松弦 | 171      | 0.750  | 中信鯨→統一7-ELEVEn獅               |                                      |
| 7    | 林智平 | 162      | 0.757  | La New熊→Lamigo桃猿→樂天桃猿        |                                      |
| 8    | 闕壯鎮 | 160      | 0.748  | 中信鯨                              |                                      |
| 9    | 林智勝 | 160      | 0.741  | La New熊→Lamigo桃猿→中信兄弟→味全龍 |                                      |
| 10   | 黃忠義 | 159      | 0.646  | 俊國熊→興農牛                       |                                      |

## 战术与技巧
盗垒者必须在投手出球的瞬间迅速起跑，如果提前起跑，投手可能会将球投向其他垒包以试图将跑垒者杀出局。在投手投球之前，跑垒者一般会离开垒包一段距离，以求将跑垒距离缩短，但同时距离不能过大，以防被投手牵制来不及回垒。盗垒常常结合打跑战术使用，即通过暗语沟通后打者确定出棒挥击，这样可以使跑垒员多跑垒包，但是打跑战术缺点在于如果打者并没有挥到球或是擊出飛球，便很可能造成双杀。
还有一种战术称为延缓盗垒，即等捕手将球传回给投手时实施盗垒，这一战术在MLB很少被使用，但在大学联赛中却屡见不鲜。
二垒是最容易盗垒成功的垒包，也是最常被盗垒的垒包。因为它离本垒最远并且中间隔了投手丘，捕手传二垒经常要为了避开投手而傳高抛球，这样就增加了球飞行的时间，而且很容易失误。三垒很难被盗，但经常有人成功。很少有人盗本垒，这需要过人的胆识。泰·柯布曾創下單季8次盜本壘成功的紀錄，生涯則有54次。
當一、三壘有人時，進攻方可能採取雙盜壘戰術，即一壘跑者先起跑，誘使捕手將球傳向二壘，使三壘跑者奔回本壘得分。當防守方察覺進攻方可能是採取雙盜壘戰術時，捕手大多仍會將球傳出，但會由投手攔截或是二壘手、游擊手趨前接球，以逼使三壘跑者回壘或爭取時間再傳回本壘阻殺跑者。
出现不死三振时打者上一垒的情况经常被视作盗垒，但紀錄上只记三振和捕逸。
在早期的棒球比赛中，跑者可以從二壘盜回一壘，试图讓防守方传球牺牲自己使位于三垒的跑者回本垒得分。现代棒球规则已经禁止了这种跑垒方式，所以现在不存在盗回一垒的战术。
盗垒是一项重要的技术，也是一种小型的战术，各队常常使用强打者与强盗垒者结合的方式，即使有时打跑战术不成功，成功盗垒的概率也是相当高的。
盜壘本身也具備有擾亂投手投球節奏的附帶效果，逼使投手必須耗費心力牽制壘上跑者，幫助打者有更多的機會擊出安打或是得到保送，但是同時也有可能因為盜壘受傷，對於傷病史較為豐富的跑者未必值得嘗試，也因此近年各國職業棒球的盜壘次數普遍有下降趨勢。
比起腳程，起跑時機往往更影響盜壘是否成功。也因為棒球本身是進攻失敗率較高的運動，所以一般都會要求必須要有一定的盜壘成功率（約75%－80%），對球隊進攻才會有正面助益。除此之外，投手的投球動作大小以及捕手的傳球能力，都會影響盜壘成功率高低。雖然盜壘阻殺率是記在捕手身上，但是投手有沒有適度用牽制看管跑者，以及投手投球動作都會影響捕手的盜壘阻殺率。一般來說，投手從啟動投球動作到實際將球投出去的時間如果較長，則容易被進攻方下盜壘戰術。
在比賽中，如果2出局一壘有人輪到弱棒打擊，則為避免盜壘失敗後下一個進攻半局又從該弱棒開始打擊，進攻方下達盜壘戰術的機率比較低。反之如果輪到強棒打擊，因為如果盜壘成功強棒會獲得得點圈進攻機會，即使盜壘失敗下一個進攻半局是強棒從無人出局開始打擊，所以這種情況下，通常進攻方會下達盜壘戰術，或是讓一壘跑者視需要自己決定要不要盜壘。

## 盜壘成功率
計算公式為：
{\displaystyle \ SB\%={\frac {SB}{SB+CS}}}
盜壘成功率 = 盜壘成功 ÷ （盜壘成功 + 盜壘失敗）